# Constitución de Afganistán (1964)
La Constitución de 1964 fue la constitución vigente de Afganistán entre 1964 y 1977. Fue redactada por un comité de afganos educados en el exterior que Mohamed Zahir Shah designó para la tarea, incluidos Sardar Abdul Hakim Ziai y Sardar Abdul Rahim Ziai. Los objetivos principales de la Constitución eran preparar al gobierno y al pueblo para un movimiento gradual hacia la democracia y la modernización socioeconómica. Un Loya yirga (gran consejo de notables) había debatido, modificado y aprobado sus innovaciones, que incluían una declaración de derechos para todos los afganos, incluidas explícitamente las mujeres. Después de la revisión pública, la constitución entró en vigencia en octubre de 1964.

## Descripción
La constitución creó un nuevo parlamento, dominado por su cámara baja (el Wolesi Jirga), que debía ser elegido a través del sufragio universal. Tenía el poder de rechazar los nombramientos reales para el gabinete y destituirlo por una moción de censura. Las leyes aprobadas por el parlamento tendrían precedencia constitucional sobre la ley islámica tradicional (la Sharia). El Parlamento debía reunirse regularmente, no "con placer real" como antes. Podría rechazar los aumentos de presupuesto, pero no podría reducir las asignaciones por debajo del nivel del año anterior. Sus miembros tenían control sobre la organización del parlamento y gozaban de inmunidad legal según se dijo en el debate. Los miembros tenían derecho a formar partidos políticos, pero su formación requería una legislación aceptable para el gabinete y, por lo tanto, para el rey.
Audaz, como se compararon sus innovaciones con la autocracia funcional que reemplazó, la constitución estaba llena de disposiciones destinadas a garantizar que el gobierno real no perdiera el control. Un amplio abismo constitucional separó el gabinete del parlamento. El gabinete debía ejercer los poderes del monarca, incluido el inicio de todas las políticas gubernamentales y la invocación de decretos de emergencia. Se desaconsejó la cooperación entre funcionarios y legisladores, parte integral de los clásicos sistema parlamentario. Se prohibió a los legisladores ocupar cargos ministeriales u otros cargos ejecutivos. Al gabinete se le aseguró el control sobre la composición de la Cámara de los Ancianos, la cámara alta del parlamento.
La reestructuración judicial y los consejos provinciales electivos fueron respaldados, pero la constitución no prescribió su estructura o arreglos laborales. La incapacidad de explicar una estructura completa para el gobierno prestó un carácter provisional a la constitución. Al menos setenta artículos requieren legislación parlamentaria para que surtan efecto.
Las características democráticas de la constitución fueron especialmente provisionales. Se mantuvo una amplia autoridad para que el poder ejecutivo desacelere, detenga o revierta la legislación. Tampoco se mostró cautela hacia los posibles legisladores exagerados. La disposición más notoria en la constitución era su prohibición de actividad oficial o política por parte de cualquier miembro de la familia real que no sea el monarca. Las implicaciones de esta cláusula pronto perseguirían a los constitucionalistas. No se proporcionaron medios para que un Mohammed Daud Khan cada vez más inquieto volviera al poder sin anular la constitución.

## Impacto y Evaluación
Poco después de su promulgación, la vulnerabilidad de la constitución a las realidades políticas se hizo dramáticamente clara. La relación adversaria que creó entre el gabinete y el parlamento provocó tragedia y una grave pérdida de impulso político. En octubre de 1965, después de la elección de la nueva legislatura, un estancamiento sobre su aprobación del nuevo gabinete provocó disturbios e intervención por parte del ejército que condujo a la muerte de al menos tres manifestantes estudiantiles. Todos los bandos estaban horrorizados, excepto los agitadores de izquierda dirigidos por legisladores marxistas. El gabinete propuesto fue retirado, uno reorganizado bajo el liderazgo de Mohammad Hashim Maiwandwal, un diplomático de alto rango, fue aprobado con poca oposición. Los funcionarios y legisladores se enfrentaron a la ejecución del nuevo sistema con esperanzas considerablemente disminuidas.
El experimento liberal o constitucional, que duró los siguientes ocho años, se ha visto generalmente como un fracaso político. El gabinete y la legislatura estaban constantemente en punto muerto, incapaces de promulgar leyes vitales para la constitución o debilitarla seriamente a través de largas demoras. Los legisladores demostraron ser críticos efectivos de la burocracia, que respondieron reteniendo la legislación para evitar el escrutinio o las largas disputas.
Había una gran brecha social y cultural entre los legisladores y los altos funcionarios del ministerio ya que pocos de los primeros habían tenido la exposición a la educación moderna y la experiencia extranjera que disfrutan los altos funcionarios del ministerio. Más del 90 por ciento de los miembros de Wolesi Jirga representaban grupos rurales. Los legisladores tenían derecho a presionar a los ministros y burócratas de alto rango directamente. Hacerlo fue más gratificante que tratar con funcionarios provinciales de rango medio que tenían menos autoridad e información. La constitución desalentó la cooperación ejecutivo-legislativa en materia de política, pero no impidió el toma y daca del patrocinio.